# Borolia (bướm đêm)
Borolia  là một chi bướm đêm thuộc họ Noctuidae.